# Саут-Магонінг Тауншип (округ Індіана, Пенсільванія)
Саут-Магонінг Тауншип (англ. South Mahoning Township) — селище (англ. township) в США, в окрузі Індіана штату Пенсільванія. Населення — 1825 осіб (2020).

## Демографія
Згідно з переписом 2010 року, у селищі мешкала 1841 особа в 605 домогосподарствах у складі 466 родин. Було 655 помешкань
Расовий склад населення:
| - 99,6 % — білих - 0,1 % — чорних або афроамериканців - 0,1 % — азіатів |

До двох чи більше рас належало 0,2 %. Частка іспаномовних становила 0,5 % від усіх жителів.
За віковим діапазоном населення розподілялося таким чином: 31,8 % — особи молодші 18 років, 54,7 % — особи у віці 18—64 років, 13,5 % — особи у віці 65 років та старші. Медіана віку мешканця становила 34,4 року. На 100 осіб жіночої статі у селищі припадало 99,9 чоловіків;  на 100 жінок у віці від 18 років та старших — 102,7 чоловіків також старших 18 років.
Середній дохід на одне домашнє господарство  становив 61 262 долари США (медіана — 40 952), а середній дохід на одну сім'ю — 72 401 долар (медіана — 52 667). Медіана доходів становила 41 190 доларів для чоловіків та 32 292 долари для жінок. За межею бідності перебувало 29,4 % осіб, у тому числі 49,7 % дітей у віці до 18 років та 15,4 % осіб у віці 65 років та старших.
Цивільне працевлаштоване населення становило 696 осіб. Основні галузі зайнятості: освіта, охорона здоров'я та соціальна допомога — 19,0 %, сільське господарство, лісництво, риболовля — 14,2 %, виробництво — 11,4 %, транспорт — 10,8 %.